# Pandemia de COVID-19 en Paraná
Los primeros casos de la pandemia de COVID-19 en Paraná, estado de Brasil, iniciaron el 12 de marzo de 2020. Hay 68.001 casos confirmados y 1.703 fallecidos.

## Cronología

### Marzo
El 12 de marzo, Sesa confirmó los primeros 6 casos positivos en Paraná, 1 en Cianorte y 5 en Curitiba. El 16 de marzo, se publicó el Decreto 4230, que, entre otras medidas, suspende las clases en las instituciones estatales y la operación de ciertos establecimientos comerciales como cines, centros comerciales y gimnasios.
El 17 de marzo, Sesa confirmó el primer caso positivo en Londrina. El 17 de marzo, el número de casos confirmados según Sesa era de 12 en Paraná. El 18 de marzo se confirmó el primer caso positivo en Maringá. El 18 de marzo se publicó el Decreto 4263, que, entre otras medidas, suspende la circulación del transporte público interestatal. El 19 de marzo, se confirmó el primer caso positivo en Foz de Iguazú. El 19 de marzo se publicó el Decreto 4298, que, entre otras medidas, declaró una situación de emergencia en Paraná.
El 21 de marzo, se confirmó el primer caso positivo en Ponta Grossa. El 21 de marzo, se publicó el Decreto 4317, que, entre otras medidas, suspende todas las actividades no esenciales, al tiempo que mantiene servicios esenciales como médicos, veterinarios, funerales, transporte público, oficinas de correos, entre otros. El 24 de marzo, Paraná llegó a 70 casos confirmados, 40 en la capital Curitiba. El 26 de marzo, se confirmó el primer caso positivo en Guarapuava. El 27 de marzo, se confirman las 2 primeras muertes, en la ciudad de Maringá. El 30 de marzo, se confirmó el primer caso positivo en São José dos Pinhais. El 30 de marzo, se confirmó la tercera muerte en Paraná, en el municipio de Cascavel, siendo un hombre de 66 años. El 31 de marzo, el Consejo de Educación del Estado de Paraná aprobó la Resolución n.º 01/2020 según la cual la Educación Superior y todos los niveles de Educación Básica, con la excepción de la educación infantil, están autorizados a ofrecer actividades no presenciales en lugar de horas en persona durante el período pandémico.
Al 31 de marzo, Paraná tenía 185 casos confirmados, por lo que, según Sesa, 36 ciudades en Paraná tenían al menos una confirmación de COVID-19, a saber: Curitiba; Serpiente de cascabel; Foz de Iguazú; Maringá; Londrina; Cianorte; Bosques de pinos; Ponta Grossa; Campo largo; São José dos Pinhais; Campo Mourão; Pato blanco; Guaira; Paranavaí; Umuarama Almirante Tamandaré; Telêmaco Borba; Francisco Beltrão; Matinhos Cuatro barras; Lapa; Faxinal; Río negro; Guarapuava; Iretama; Unión de la victoria; Mariópolis; Quatiguá; Mediatrix; Ver; Lucha Rio Branco do Sul; Peabiru; Mariscal Cândido Rondon; Tierra rica; y Castro.

### Abril
El 2 de abril, se confirmó la cuarta muerte en Campo Mourão. El 4 de abril, el estado aprobó 400 casos confirmados. El 10 de abril, el estado llegó a 655 casos, 251 en la capital, Curitiba, 61 en Londrina, 57 en Cascavel y 27 en Maringá. El 16 de abril, el estado llegó a 845 casos confirmados y 43 muertes. El 20 de abril, Paraná ya tenía 1007 diagnósticos de COVID-19, además de 51 muertes causadas por la enfermedad.

## Registro
Lista de municipios de Paraná con casos confirmados:
| Posición | Municipio            | N.º casos | N.º muertes |
| -------- | -------------------- | --------- | ----------- |
| 1        | Curitiba             | 444       | 20          |
| 2        | Londrina             | 101       | 13          |
| 3        | Cascavel             | 86        | 4           |
| 4        | Maringá              | 59        | 5           |
| 5        | Foz do Iguaçu        | 47        | 2           |
| 6        | Campo Mourão         | 40        | 4           |
| 7        | Paranavaí            | 32        | 2           |
| 8        | Pinhais              | 23        | 2           |
| 9        | São José dos Pinhais | 23        | 1           |
| 10       | Cianorte             | 20        | 1           |
| 11       | Campo Largo          | 18        | 2           |
| 12       | Fazenda Rio Grande   | 21        | 1           |
| 13       | Assis Chateubriand   | 16        | 1           |
| 14       | Paranaguá            | 16        | 2           |
| 15       | Apucarana            | 16        | 2           |

## Estadísticas
Los gráficos a continuación muestran el crecimiento de casos y muertes después de la confirmación del primer caso en Brasil (25/02/2020). Los datos provienen de los boletines del Departamento de Salud del Estado (SES).

Casos nuevos en Paraná.
Óbitos nuevos en Paraná.
Casos acumulados en Paraná.
Óbitos acumulados en Minas Gerais.